# Rétorománok
A rétorománok vagy rumancsok (Romans, Rumantsch vagy Romanche) egy Svájcban élő etnikai csoport, akiknek az anyanyelve a rétoromán. A rétorománok általában többnyelvűek, beszélik a németet (mind a sztenderd németet, mind a helyi svájci németet) és néha az olaszt, amelyek hivatalos nyelvek a Graubünden svájci kantonban, ahova a népcsoport koncentrálódik.
Ők teszik ki Svájc lakosságának mintegy 1%-át és Graubünden kantonénak a 15%-át.
A rétorománok az első világháború óta szorgalmazzák a német fölény megszüntetését. A svájci kormány 1937-ben ismerte el a rétoromán nyelvet mint Svájc negyedik nemzeti nyelvét, de csak a kantonon belüli használatra, nem szövetségi szinten.
A rétorománok ekkor többnyire elégedettek voltak ezzel az állapottal, de az 1980-as években újra fellángolt a vita Svájc helyzetéről a globális európai kontinensen és az Európai Unió kezdett kialakulni. A rétorománok Svájc európai uniós tagsága mellett kardoskodtak, de az 1992-es népszavazáson a csatlakozásról nem sikerült a szükséges többséget megszerezni. Svájc kívülálló nemzet maradt, bár a rétorománok nagyobb szuverenitást élveznek és a rétorománt elismerték szövetségi szinten, vagyis ma az egyik hivatalos szövetségi nyelv a Svájci Államszövetségben.
A rétoromán nemzeti vezetés Svájcban kijelentette, hogy szándékuk Svájc európai uniós csatlakozására Európa-párti és nem anti-svájci hozzáállás. Nyíltan elismerik, hogy a szövetség, bár lakossága túlnyomó többsége svájci német, francia és olasz, az elmúlt 200 évben mindig védte az apró rétoromán kisebbséget, és soha nem próbálta sem személyazonosságukat, sem nyelvüket kitörölni. Semmilyen más etnikai csoportot sem telepítettek be, mint ahogy az szokás volt Európa-szerte, az etnikai kisebbségek asszimilációs politikájában. Bár vannak még buktatók, a történelem igazolja, hogy a kapcsolat a rétorománok és Svájc más népei között mindig udvarias és tiszteletteljes volt, és az is maradt.

## Jelentősebb rétorománok
- H. R. Giger (1940–2014), festő, szobrász, díszlettervező, filmrendező; ismertebb arról, hogy ő tervezte az A nyolcadik utas: a Halál című film vizuális effektusait
- James Caviezel amerikai színész
- id. Joseph Planta angol könyvtáros
- ifj. Joseph Planta angol diplomata
- Gion Caminada svájci építész

## Fordítás
- Ez a szócikk részben vagy egészben  a   Romansh people című angol Wikipédia-szócikk fordításán alapul.  Az eredeti cikk szerkesztőit annak laptörténete sorolja fel. Ez a jelzés csupán a megfogalmazás eredetét és a szerzői jogokat jelzi, nem szolgál a cikkben szereplő információk forrásmegjelöléseként.